# 佩西達弗
佩西達弗（Persidafon Dafonsoro）是印度尼西亞的一家足球會，於1970年在巴布亞省查雅普拉建立，現時參與印尼足球超級聯賽。